# Ołeksij Worona
Ołeksij Heorhijowycz Worona, ukr. Олексій Георгійович Ворона (ur. 17 sierpnia 1997 w Kijowie) – ukraiński hokeista, reprezentant Ukrainy.

## Kariera
- HK Krzemieńczuk do lat 18 (2013/2014)
- HK Krzemieńczuk (2013/2014)
- Kryżynka Kijów do lat 20 (2014)
- HK Michalovce do lat 18 (2014/2015)
- HK Michalovce do lat 20 (2015/2016)
  -  Donbas Donieck (2016-2018)
  -  Krywbas Krzywy Róg (2016/2017)
- HK Krzemieńczuk (2018-2022)
- Podhale Nowy Targ (2022-2023)
  -  HK Levice (2023)
- AquaCity Pikes (2023-)

Wychowanek klubu Kryżynka Kijów. Karierę rozwijał w zespołach juniorskich słowackiego klubu z Michaloviec. Następnie od 2016 był zawodnikiem w lidze ukraińskiej, najpierw przez dwa lata w Doniecku, a od 2018 przez cztery lata w Krzemieńczuk. W sierpniu 2022 ogłoszono jego transfer do KH Energa Toruń w Polskiej Hokej Lidze. Z końcem stycznia 2023 został wypożyczony do słowackiego HK Levice. Od lipca 2023 zawodnik AquaCity Pikes (wraz z nim jego rodak Ołeksandr Peresuńko).
W barwach juniorskich reprezentacji Ukrainy uczestniczył w turniejach mistrzostw świata juniorów do lat 18 edycji 2014, 2015 (Dywizja IB), mistrzostw świata juniorów do lat 20 edycji 2015, 2016, 2017 (Dywizja IB). W kadrze seniorskiej uczestniczył w turniejach mistrzostw świata edycji 2022, 2023, 2024 (Dywizja IB), 2025 (Dywizja IA).

## Sukcesy
Reprezentacyjne
- Awans do Dywizji IB mistrzostw świata do lat 20: 2012
- Awans do MŚ Dywizji I Grupy A: 2024

Klubowe
- Złoty medal mistrzostw Ukrainy: 2018 z Donbasem Donieck, 2020 z HK Krzemieńczuk
- Brązowy medal mistrzostw Ukrainy: 2019, 2021 z HK Krzemieńczuk
- Srebrny medal mistrzostw Ukrainy: 2022 z HK Krzemieńczuk

Indywidualne
- Ukraińska Hokejowa Liga (2018/2019):
  - Drugie miejsce w klasyfikacji asystentów w sezonie zasadniczym: 35 asyst[5]
  - Czwarte miejsce w klasyfikacji kanadyjskiej w sezonie zasadniczym: 50 punktów[6]
- Ukraińska Hokejowa Liga (2019/2020):
  - Pierwsze miejsce w klasyfikacji asystentów w sezonie zasadniczym: 38 asyst[7]
  - Czwarte miejsce w klasyfikacji kanadyjskiej w sezonie zasadniczym: 55 punktów[8]

- Mistrzostwa Świata w Hokeju na Lodzie 2023 (I Dywizja)#Grupa B:
  - Piąte miejsce w klasyfikacji strzelców turnieju: 5 goli[9]
  - Trzecie miejsce w klasyfikacji asystentów turnieju: 8 asyst[10]
  - Pierwsze miejsce w klasyfikacji kanadyjskiej turnieju: 13 punktów[11]